# Zaragoza, Motozintla
Zaragoza är en ort i Mexiko.   Den ligger i kommunen Motozintla och delstaten Chiapas, i den sydöstra delen av landet, 900 km sydost om huvudstaden Mexico City. Zaragoza ligger 1 788 meter över havet och antalet invånare är 166.
Terrängen runt Zaragoza är bergig norrut, men söderut är den kuperad. Runt Zaragoza är det ganska tätbefolkat, med 78 invånare per kvadratkilometer. Närmaste större samhälle är Motozintla de Mendoza, 2,7 km söder om Zaragoza. Omgivningarna runt Zaragoza är en mosaik av jordbruksmark och naturlig växtlighet.